# Geschichte der Juden in Hamburg
Die Geschichte der Juden in Hamburg umfasst nach dem heutigen Stadtgebiet Hamburgs nicht nur die Gemeinden in den historischen Stadtgrenzen Hamburgs, sondern auch die Gemeinden in den ehemals selbständigen Städten Altona, Wandsbek und Harburg.
Seit Ende des 16. Jahrhunderts kamen sephardische Juden nach Hamburg, die von der iberischen Halbinsel vertrieben worden waren oder dort als Conversos verfolgt wurden. Die Hamburger Sepharden stammten zum größeren Teil aus Portugal und waren meist im Fernhandel tätig und profitierten von ihren Verbindungen mit anderen sephardischen Gruppen in Europa und Amerika. Auch in Altona bestand seit 1712 eine sephardische Gemeinde. Die Hamburger Gemeinde nahm seit 1697 durch Abwanderung an Bedeutung ab, bestand aber bis zur Zeit des Nationalsozialismus.
Aschkenasischen Juden (in Hamburg „hochdeutsche Juden“ genannt) war die Ansiedlung in Hamburg zunächst nur als Angestellten der Sephardim erlaubt. 1648 wurden sie der Stadt verwiesen und siedelten sich in Altona an. Aber schon bald kehrten auch Aschkenasen nach Hamburg zurück. Auch in den anderen drei Städten sind seit Anfang des 17. Jahrhunderts Juden nachweisbar. Besonders in Altona waren die Ansiedlungsbedingungen durch Privilegien sehr günstig. Die Altonaer und Wandsbeker Gemeinden unterhielten Filialgemeinden in Hamburg, deren Mitglieder in Hamburg lebten und arbeiteten, aber weiterhin der anderen Gemeinde angehörten.
1671 schlossen sich die aschkenasischen Gemeinden von Hamburg, Altona und Wandsbek zu einem Gemeindeverbund zusammen, der sogenannten „Dreigemeinde AHW“. Der Oberrabbiner dieses Verbundes hatte seinen Sitz in Altona und übte auch die Jurisdiktion über die Juden im Herzogtum Holstein aus. Nach vom Hamburger Senat 1768 und 1773 veröffentlichten Plänen konnten Juden Wohn- und Grundeigentum nur in fünf Straßen der Altstadt um den Alten Wall und 14 Straßen in der Neustadt zwischen Poolstrasse und Venusberg erwerben. Der Gemeindeverbund wurde 1812 aufgrund der französischen Gesetzgebung aufgelöst. Zu dieser Zeit war die Hamburger Gemeinde mit etwa 6300 Mitgliedern (rund 6 Prozent der Stadtbevölkerung) die größte in Deutschland. Während der französischen Besetzung Hamburgs genossen die Juden nahezu alle gleiche Rechte, die ihnen nach dem Wiener Kongress wieder entzogen wurden. Die endgültige rechtliche Gleichstellung erlangten sie in Hamburg erst 1861.
1925 lebten im Hamburger Raum etwa 20.000 Juden (zwei Prozent der Stadtbevölkerung). Seit Beginn des Nationalsozialismus wurden ihre Rechte immer weiter eingeschränkt. 1938 wurden die meisten Synagogen zerstört und bald darauf die zugehörigen Gemeinden enteignet. Von 1941 bis fast zum Kriegsende wurden über 5.000 Personen als Juden im Sinne des Nationalsozialismus aus Hamburg deportiert, die meisten von ihnen wurden in den Vernichtungslagern ermordet. Insgesamt kamen etwa 8.000 Hamburger Juden ums Leben.
1945 wurde die Gemeinde von Überlebenden der Shoah neugegründet. Seit 1960 besitzt die Gemeinde eine neugebaute Synagoge in der Straße „Hohe Weide“. Nach der Zuwanderung von Juden aus Nachfolgestaaten der Sowjetunion hat die Gemeinde heute etwa 3.100 Mitglieder.

## Die Sepharden
Hamburg war seit Ende des 16. Jahrhunderts ein wichtiges Zentrum der aus Portugal und vorher aus Spanien
(Alhambra-Edikt 1492) vertriebenen Sepharden, auch wenn es nicht die Bedeutung von Amsterdam oder London erreichte.
Die Hamburger Sepharden waren meist portugiesischsprachig. Sie kamen sowohl vom Festland als auch von der Insel Madeira. Portugiesisch war auch ihre Umgangssprache, daneben beherrschten viele häufig auch Ladino, Spanisch und Hebräisch.
Die Sepharden waren meist in Geschäftszweigen mit größerem Kapitaleinsatz tätig, als Großhändler, Finanziers und Bankiers. Auch unter den Maklern waren sie vertreten, d. h. sie hatten das Recht, Handelsgeschäfte zu vermitteln. Dieser Berufsstand war in der Handelsstadt Hamburg staatlich reguliert und die Anzahl der Makler begrenzt. Der Senat unterstützte die Ansiedlung der „Portugiesen“, wie sie genannt wurden, – oft gegen den offenen Widerstand der lutherischen Geistlichkeit – aus handelspolitischen Gründen.

## Die hochdeutschen Gemeinden – Hamburg, Altona, Wandsbek
Die Ansiedlung aschkenasischer Juden im Hamburger Raum beginnt ebenfalls am Anfang des 17. Jahrhunderts. Sie wurden später im Gegensatz zur „portugiesischen Nation“ als „hochdeutsche“ Juden bezeichnet. Ihre Muttersprache war meist Jiddisch, damals in Mittel- und Osteuropa die am meisten verbreitete Sprache der Juden. Sie hatten zunächst keine eigene Gemeinde und waren rechtlich schlechter gestellt als die Sepharden.
1649 wurden die deutschen Juden aus Hamburg vertrieben, vermutlich als Folge antisemitischer Hetzpredigten protestantischer Geistlicher in Hamburg. Sie fanden in Altona Aufnahme. Die portugiesischen Juden waren von der Vertreibung ausgenommen, weil sie sich für das Wirtschaftsleben unentbehrlich gemacht hatten.
Seit 1712 waren die hochdeutschen Juden und die Sepharden gleichgestellt. Allerdings waren nur die Sepharden berechtigt, Makler zu stellen.

## Die Juden in Altona

### Aschkenasen
In Altona, das zu den dänischen Teilen von Schleswig-Holstein gehörte und von Kopenhagen aus verwaltet wurde, waren die rechtlichen Bedingungen für die Juden besser als in Hamburg. Dort war ihnen nicht verwehrt, eine Synagoge zu bauen und ihre Toten auf eigenem Grund zu bestatten. Die Totenruhe muss nach jüdischer Vorstellung für alle Zeiten gesichert sein und darf nicht durch Aufhebung von Gräbern gestört werden, daher war ein eigener Friedhof eine wichtige Voraussetzung für die Ansiedlung einer jüdischen Gemeinde.

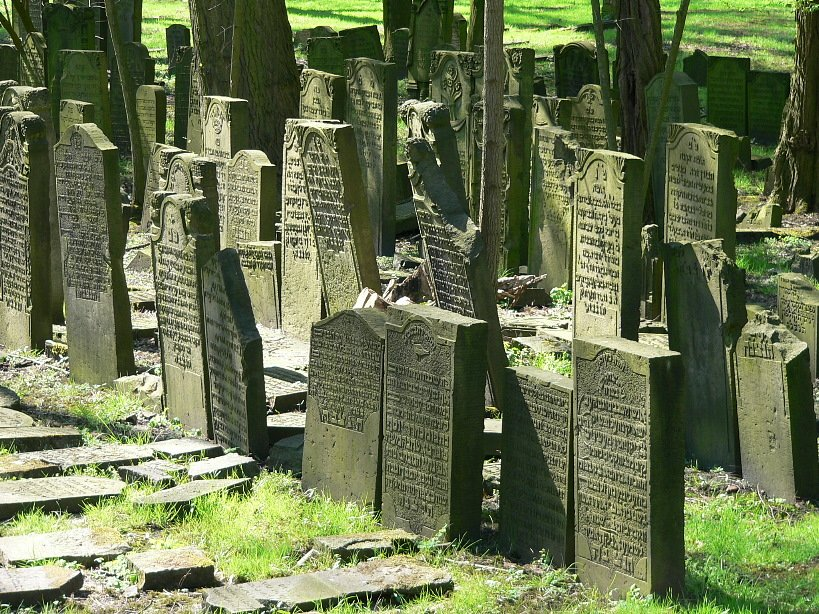
Jüdischer Friedhof Altona

Um 1647 gehörten der aschkenasischen Gemeinde etwa 40 Haushalte an, ihre Mitglieder waren nicht reich, hatten aber „ehrliche Nahrung“. Von Ende des 17. Jahrhunderts bis in die 1930er Jahre richtete sich die Altonaer jüdische Gemeinde mit einer Sabbatgrenze, dem Altonaer Eruv, ein. Spuren dieser sogenannten Judentore sind nach wie vor im Stadtbild sichtbar.

### Sephardim
Seit Anfang des 17. Jahrhunderts ließen sich einzelne Sepharden in Altona nieder. Sie wurden hier zunächst wie in Hamburg zu den Katholiken gerechnet, bevor sie sich offen zum Judentum bekannten. Im Gegensatz zu den Aschkenasim mussten die Sepharden kein Schutzgeld bezahlen, sondern einzeln das Bürgerrecht kaufen. Es waren allerdings nur wenige Familien, die aus Hamburg nach Altona zogen, etwa weil sie Streit mit der Gemeinde in Hamburg hatten. Eine Gemeinde wurde erst 1703 gegründet.

## Die Juden in Wandsbek
In Wandsbek waren seit 1604 Juden ansässig. 1637 erlaubte der Pächter des Gutes Wandsbek der Gemeinde die Anlage einer Begräbnisstätte, auf der bis 1886 bestattet wurde.
Hauptartikel: Jüdischer Friedhof in Hamburg-Wandsbek

## Aufklärung und Reformbewegung

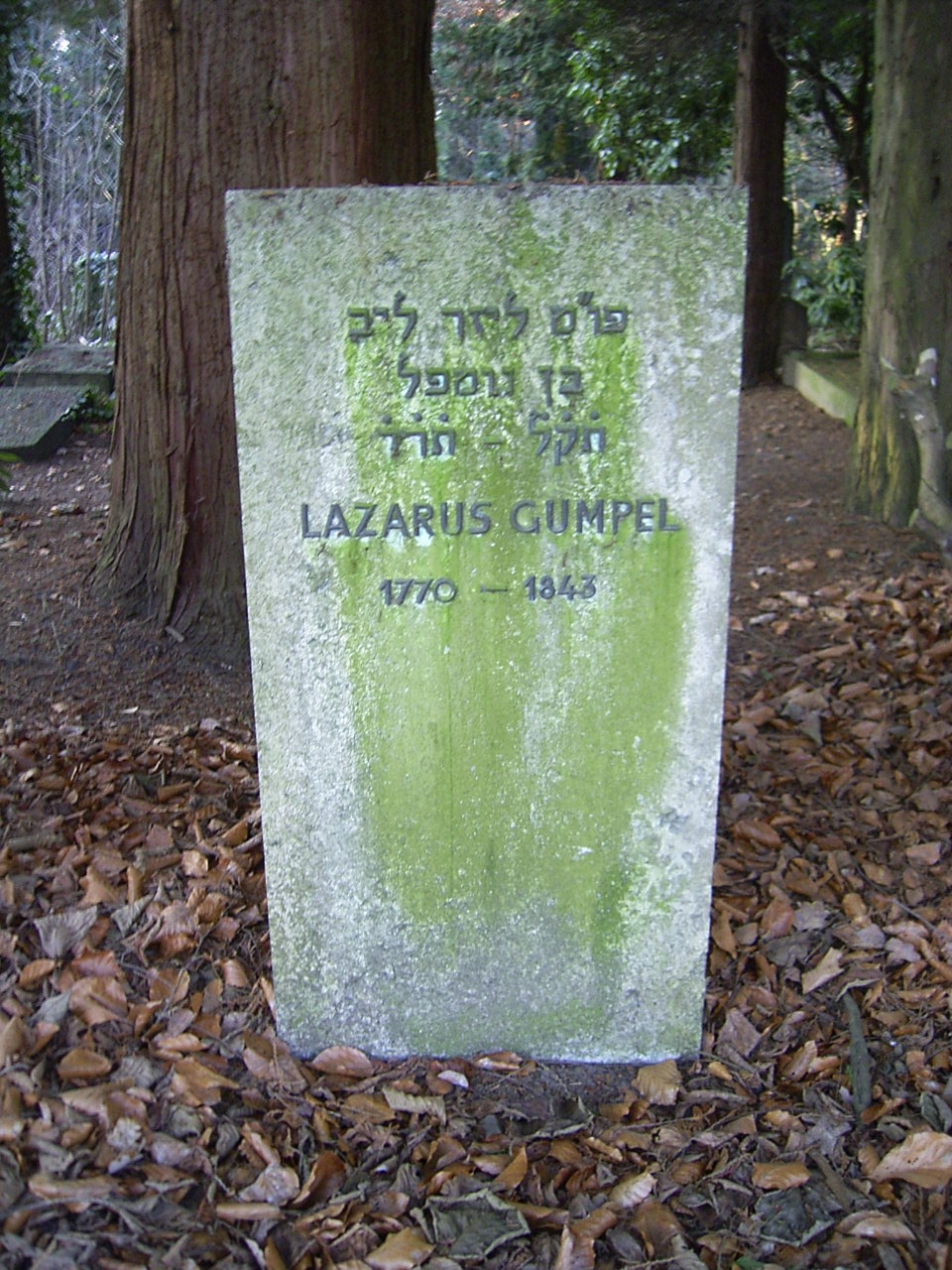
Lazarus Gumpel war einer der Wegbereiter des Tempelverbandes und ist in Heinrich Heines Werken verewigt.

Kronprinz Friedrich von Dänemark besuchte auf seiner Reise nach Altona nicht nur die verschiedenen christlichen Kirchen, sondern auch die Synagogen der Sepharden und der hochdeutschen Juden und nahm dort am Gebet teil.
Gleichzeitig mit der Judenemanzipation bildete sich in Deutschland eine an der jüdischen Aufklärung (Haskala) orientierte Reformbewegung des Judentums, die eine religiöse Erneuerung hervorrief, die noch heute vor allem in Nordamerika fortbesteht. Israel Jacobson, Hoffaktor von Jérôme Bonaparte, gründete 1810 als erster in Seesen (und später in Kassel) eine reformorientierte Schulsynagoge. An der Israelitischen Freischule in der Hamburger Neustadt wurde reformorientierter Religionsunterricht erteilt. Aus der Bewegung des Reformjudentums heraus gründeten 65 jüdische Hausväter im Dezember 1817 in Hamburg den Neuen Israelitischen Tempelverein und bauten 1818 ihr provisorisches erstes Gotteshaus in der südlichen Neustadt. Darunter waren auch Honoratioren wie Meyer Israel Bresselau, Lazarus Gumpel und Ruben Daniel Warburg. Dies war die Geburtsstunde der Hamburger Tempelbewegung. Beim ersten Tempel handelte sich um die erste offizielle deutsche Reformsynagoge, in der Gottesdienste mit Orgel, deutscher Predigt und gemischtem Chorgesang abgehalten wurden. Äußerlich sichtbar wurde diese Reform mit der Übernahme einer klassizistischen Kirchen-Bauform und einer Amtstracht der Rabbiner, die der von Pastoren ähnelte. Diese Reformen bewirkten eine Akkulturation der Israeliten in Hamburg.

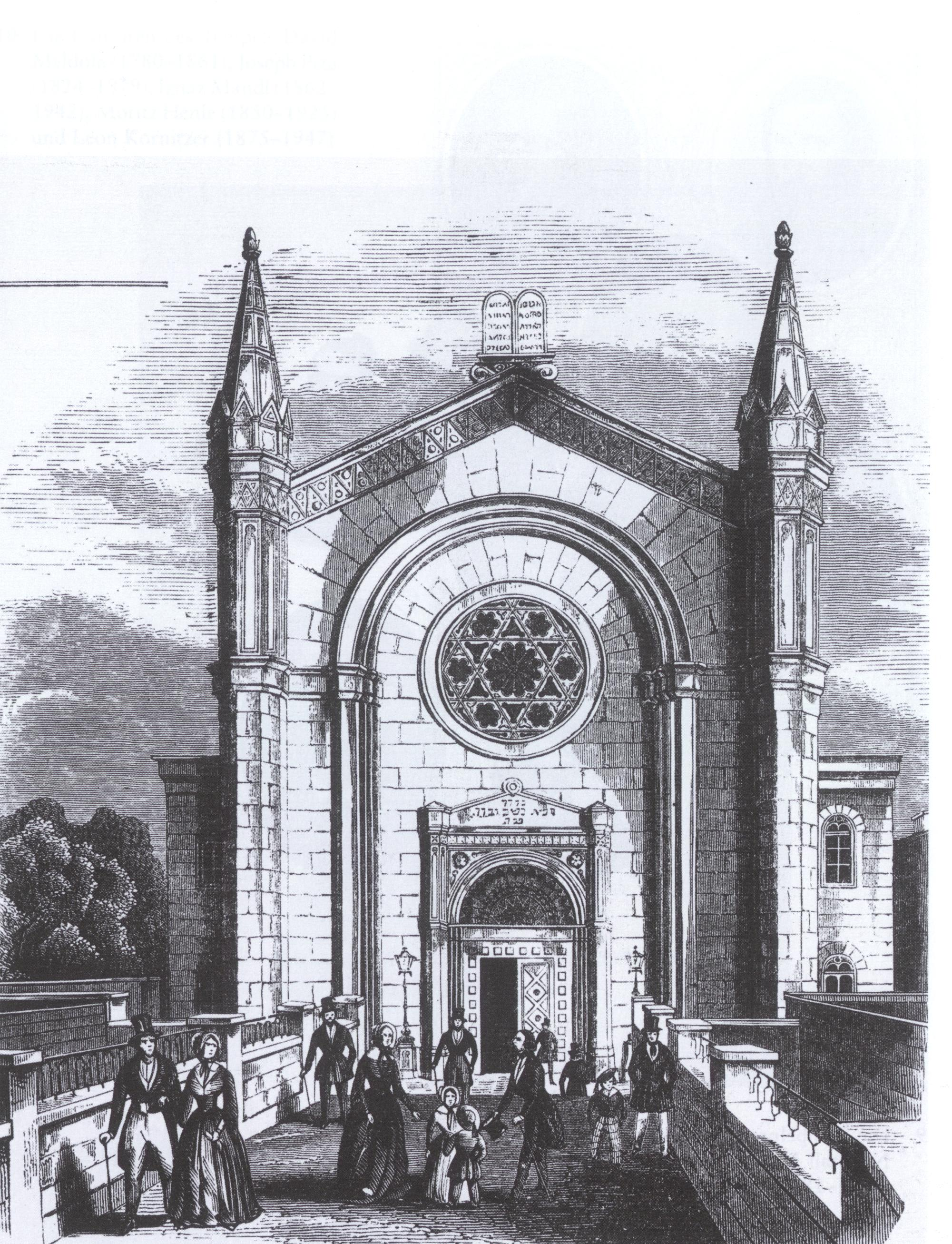
Der Neue Tempel in der Poolstraße (1844–1931)

1844 wurde der Neue Tempel in der Poolstraße eingeweiht.

## Emanzipation
Für die Hamburger Juden brachte die Eingliederung ihrer Stadt ins Französische Kaiserreich erstmals die volle rechtliche Gleichstellung. Sie wurde nach dem Abzug der Franzosen aufgehoben, und der Rat der Stadt setzte das diskriminierende Judenreglement von 1710 wieder in Kraft. Die Emanzipation der Juden erfolgte im Jahre 1849, es gab aber zunächst weiterhin Einschränkungen beim passiven Wahlrecht.

## Orientierung zum Grindel

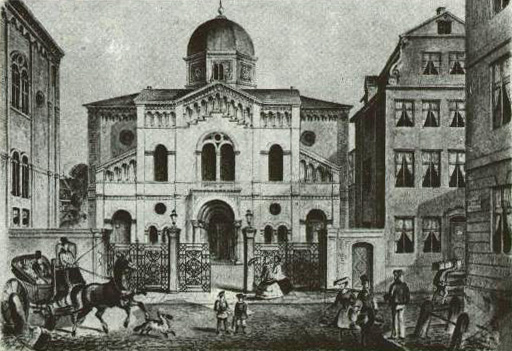
Die Synagoge an den Kohlhöfen in Hamburg von 1859

Seit langer Zeit war die Neustadt das Zentrum des jüdischen Lebens in Hamburg. Ende des 19. Jahrhunderts erschien vielen Juden das Wohnumfeld im alten Judenviertel der Neustadt als beengt und zu ärmlich. Die Stadtteile jenseits des neuen Dammtors um das Grindelviertel wurden das bevorzugte Ansiedlungsziel der jüdischen Bevölkerung.
Diese neue Situation führte zum Bau der Neuen Dammtor-Synagoge (1895, Beneckestraße 2–6, heute auf dem Campus der Universität Hamburg), und der Hauptsynagoge am Bornplatz (1906, heute Joseph-Carlebach-Platz). Anfang der Dreißigerjahre verlegte auch der Tempelverband seine Synagoge. In der Oberstraße in Harvestehude entstand in den 1920er Jahren nach den Plänen der Architekten Felix Ascher und Robert Friedmann ein neuer Tempel im Stil des Neuen Bauens, der 1931 eingeweiht wurde. Bis 1938 wurde diese neue Reformsynagoge als Bethaus benutzt und musste dann zwangsverkauft werden. Heute ist dort das Rolf-Liebermann-Studio des Norddeutschen Rundfunks
→ siehe auch: Zentrum jüdischen Lebens in Hamburg

## Die Gemeinde in Harburg

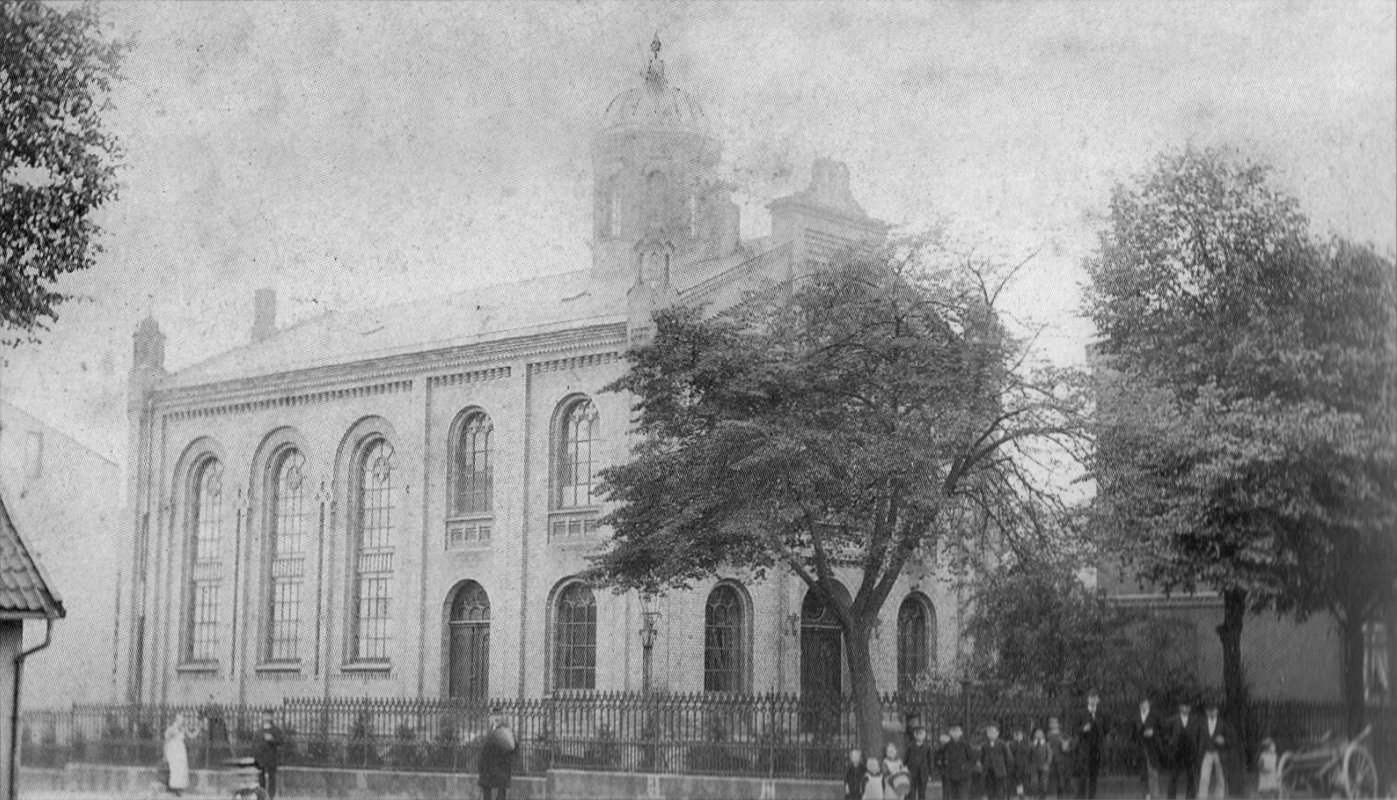
Synagoge Harburg an der Elbe

In Harburg, das zu Kurhannover gehörte, sind Juden ab 1611 durchgehend nachgewiesen, einige wenige Familien. Zur gleichen Zeit wurde wahrscheinlich auch der Friedhof angelegt. Er wurde 1813 durch Schanzarbeiten französischer Truppen verwüstet, so dass er später neu angelegt werden musste. 1857 wurde eine Leichenhalle errichtet. 1862 erbaute die Gemeinde eine Synagoge in der Eißendorfer Straße. Sie war in einem an die Romanik erinnernden Stil errichtet und mit einer Kanzel ausgestattet, die Frauenempore war nicht durch Gitter abgetrennt; beides Hinweise auf eine liberale Haltung der Gemeinde. Die Gemeinde hatte um diese Zeit etwa 175 Mitglieder, von denen 30 Beiträge zahlten. Friedhof und Synagoge wurden in der Reichspogromnacht verwüstet und geschändet, die Synagoge später abgerissen.

## Juden in Bergedorf
In Bergedorf lebten nur sehr wenige Juden. 1695 wurde das Niederlassungsgesuch eines Juden abgelehnt. Im 18. Jahrhundert ließen sich einzelne Juden in Bergedorf nieder. Mehrfach wurde in Mandaten der Hausierhandel in den Vierlanden durch Juden und Fremde untersagt, Wahrscheinlich hatten Juden, die im Dorf Sande lebten, das zum dänischen Amt Reinbeck gehörte, ihre Waren auch im beiderstädtischen Gebiet angeboten. 1814 wurde die Aufnahme von Juden von der beiderstädtischen Verwaltung durch Hamburg und Lübeck erlaubt, „da die Juden ja doch nicht vom dänischen Sande entfernt werden können.“ Trotzdem wurden auch in der Folge nicht alle, die eine Niederlassung beantragten, zugelassen. Die Anzahl der jüdischen Bürger blieb deshalb gering und es bestand dort keine offizielle Gemeinde. Für das Jahr 1838 ist eine private Betstube belegt, deren Inventar nach dem Tod des Besitzers versteigert wurde. 1841 wurde ein kleiner Privatfriedhof der Familie Nathan angelegt, der bis 1938 bestand.

## Das Verhältnis der nichtjüdischen Bevölkerung zu den Hamburger Juden
Seit der Ankunft der ersten Juden in Hamburg im 16. Jahrhundert hat die protestantische Geistlichkeit sich antisemitisch verhalten, vermutlich aus Gefolgschaft zu antisemitischen Äußerungen Martin Luthers (s. Martin Luther und die Juden).
Nach der Vertreibung der deutschen Juden im Jahr 1649 (s. o.) durften diese Hamburg nur mit einem gültigen Pass betreten, der vier Wochen lang gültig war und einen Dukaten kostete. Bei Torschluss mussten die deutschen Juden die Stadt verlassen haben.
Währenddessen genossen die aus Hamburg vertriebenen Juden in Altona aufgrund eines Schutzbriefs des dänischen Königs von 1641 die Untertanenrechte, seit 1671 auch in Wandsbek. Bedingung war allerdings eine jährliche Steuer von 9000 Mark courant.
Als Altona im Winter 1657 von den Schweden bedroht wurde, flohen mehrere Dutzend deutsch-jüdische Familien nach Hamburg und wurden dort bleibend aufgenommen, obwohl die Erbgesessene Bürgerschaft 1674 versuchte, die Juden zu vertreiben.
Bis 1710 durften Juden in Hamburg nur als Pfandleiher, Geldwechsler, Tabakverarbeiter und Edelsteinhändler sowie als Gold- und Silberspitzenklöppler gewerblich tätig sein. Handwerksgewerbe war ihnen verboten. Grundbesitz und Freizügigkeit innerhalb Hamburgs waren den Juden nicht gestattet.
Vom 24. bis zum 27. August 1730 kam es in der Neustadt zu antijüdischen Ausschreitungen, die von der Geistlichkeit unter Kanzelmissbrauch angefacht wurden. Der Rat der Stadt ließ die Vorfälle untersuchen. Als Ergebnis der Untersuchung erteilte der Rat den Predigern einen Verweis wegen ihrer Hetzpredigten und bestrafte die Rädelsführer der Ausschreitungen.

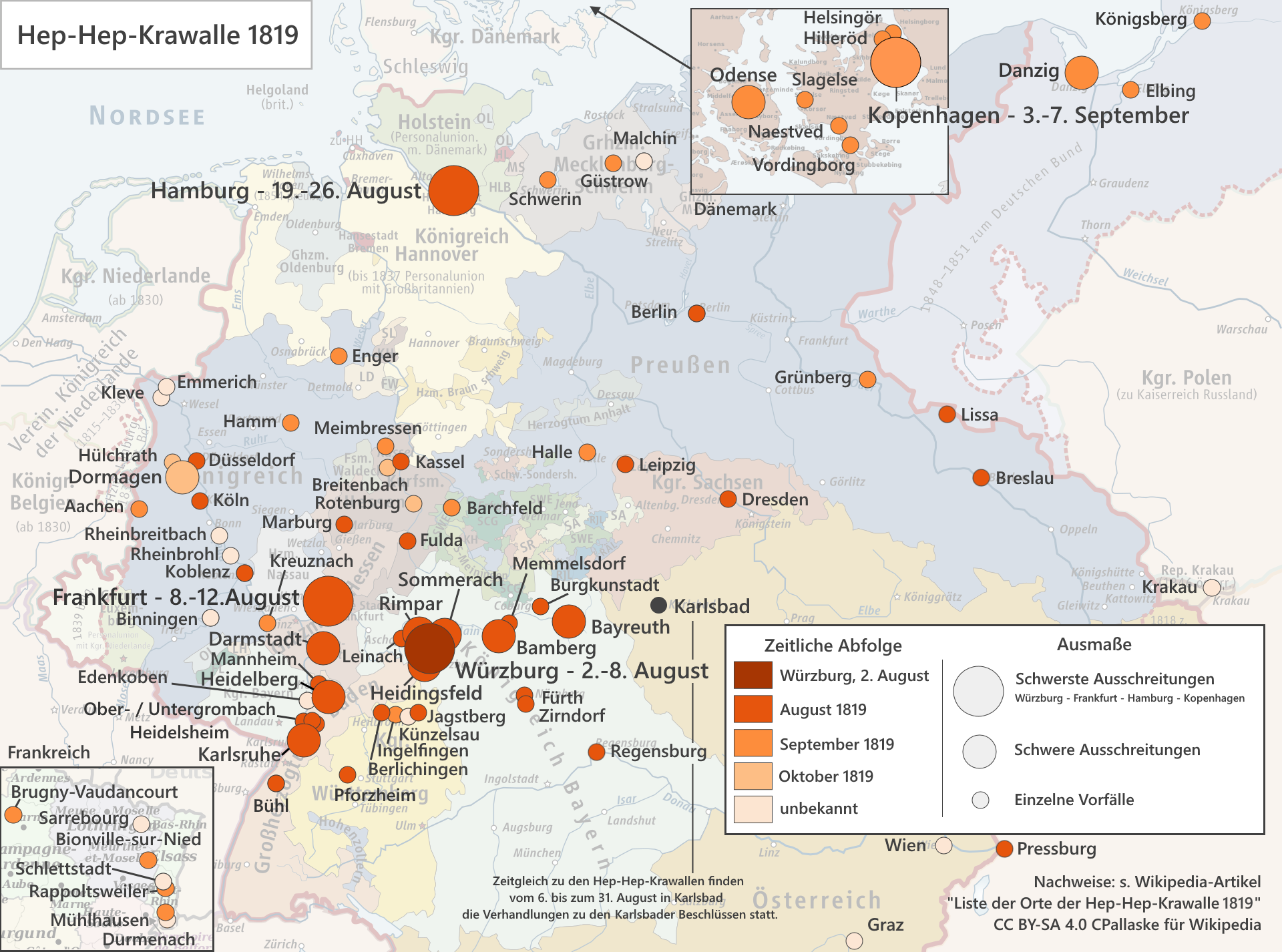
Karte der Hep-Hep-Krawalle 1819

Während der antijüdischen Hep-Hep-Krawalle, bei denen es zwischen August und Oktober 1819 in über 80 Städten und Ortschaften im Deutschen Bund und über seine Grenzen hinaus zu zahlreichen Ausschreitungen und Vorfällen kam, war Hamburg zwischen dem 19. und 26. August 1819 Schauplatz der neben Würzburg und Frankfurt am Main schwersten Gewaltexzesse. Ihren Höhepunkt fanden die Krawalle am 24. September. Die Angriffe richteten sich zunächst gegen jüdische Wohn- und Geschäftshäuser, deren Scheiben eingeworfen wurden. Am nächsten Tag wurden offenbar viele Juden verprügelt, die Gewalt richtete sich aber auch gegen Ordnungskräfte, wobei einzelne Mitglieder der Bürgerwehr zu den Angreifern überwechselten. Bemerkenswert ist auch eine Bekanntgabe des Hamburger Rates vom 26. August, die zur Beruhigung der Lage auffordert, gleichzeitig den Juden unterstellt, für die Ausschreitungen selbst mitverantwortlich zu sein. Erst am 26. September beendete  ein Militäreinsatz „mit gefälltem Bajonett“ die Unruhen. Viele jüdische Bewohner Hamburgs waren aus der Stadt geflohen.
Um 1835 hatten Juden in Hamburg keinen Zutritt zu den Zünften oder der Advokatur. „Jud“ war in Hamburg ein Schimpfwort.
Ausgenommen von der Diskrimination der Juden waren nur wenige, etwa der hochangesehene Bankier Salomon Heine, der 1843 als Ehrenmitglied in die Patriotische Gesellschaft aufgenommen wurde.
Gleichberechtigung erlangten die Hamburger Juden seit dem Revolutionsjahr 1848, als ihnen das Wahlrecht zur Hamburger Konstituanten zugestanden wurde. 1849 wurden jüdische Handwerker zunftfähig, und seit 1851 waren christlich-jüdische Mischehen erlaubt, was aber erst durch die Einführung der Zivilehe (1861) praktisch möglich wurde. Die Verfassung von 1860 gab den Juden die vollständige Gleichberechtigung.

## Zeit des Nationalsozialismus und Holocaust

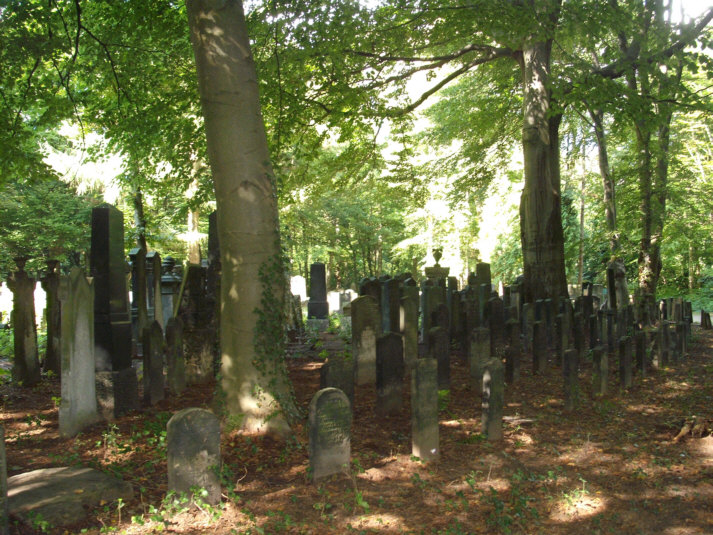
Bereich „Grindel–Friedhof“, Jüdischer Friedhof Ohlsdorf (Ilandkoppel)

Etwa 19.000 Juden lebten bis zur Machtergreifung der Nationalsozialisten in Hamburg. 1933 wurden nach dem Gesetz zur Wiederherstellung des Berufsbeamtentums viele jüdische Beamte aus dem Hamburgischen Staatsdienst entlassen; durch die „Erste Verordnung zum Reichsbürgergesetz“ wurden alle bis dahin noch im Amt belassenen Juden zum Jahresende 1935 in den Ruhestand versetzt. 1935 forderte der Hamburger Senat, den jüdischen Friedhof am Grindel (Rentzelstraße) zu räumen. Die Gebeine der Toten und Hunderte von Grabsteinen wurden 1937 auf den Jüdischen Friedhof in Hamburg-Ohlsdorf überführt.
Entgegen der späteren Aussage des Gauleiters Karl Kaufmann wurden in der Reichspogromnacht 1938 fast alle Hamburger Synagogen zerstört.
In Hamburg wurde von Naftali Unger und der Hamburger Reederin Lucy Borchardt, Inhaberin der Fairplay Schleppdampfschiffs-Reederei Richard Borchardt, die Möglichkeit einer Seefahrts-Hachschara geschaffen, die junge Juden in seemännischen Fertigkeiten ausbildete und ihnen so ein Einwanderungszertifikat nach Palästina ermöglichte.

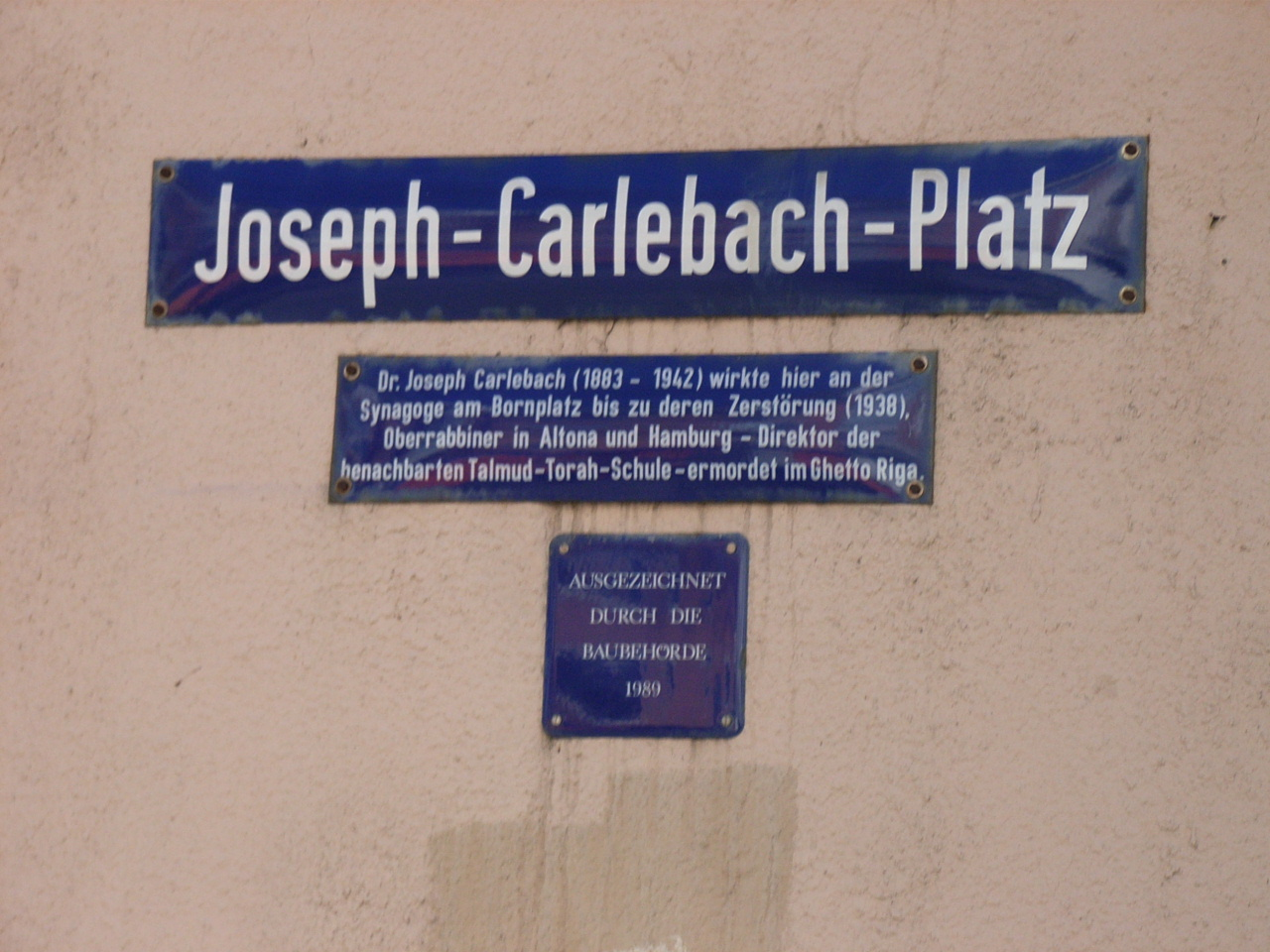
Joseph-Carlebach-Platz

Von Oktober 1941 bis zum Februar 1945 wurden über 5.000 Hamburger Juden mit 17 Deportationszügen in das Ghetto Litzmannstadt, über das KZ Jungfernhof in das Ghetto Riga, das Ghetto Minsk, in das KZ Auschwitz-Birkenau sowie das Ghetto Theresienstadt deportiert. So auch Joseph Carlebach, von 1937 bis 1941 amtierender Oberrabbiner von Hamburg, der am 6. Dezember 1941 mit seiner Frau, drei seiner Töchter sowie einem seiner Söhne von den Nationalsozialisten ins Lager Jungfernhof bei Riga verschleppt wurde. Dieser Teil der Familie wurde bis auf Carlebachs Sohn Salomon Peter (geboren 17. August 1925 in Hamburg, seit nach dem Krieg nennt er sich Shlomo Carlebach) ermordet. Insgesamt verloren über 8.877 Hamburger Juden ihr Leben durch die Verfolgung; in dieser Zahl enthalten sind auch Opfer, die sich zunächst in die später besetzten Nachbarstaaten geflüchtet hatten, sowie 319 Menschen, die unter dem Verfolgungsdruck Suizid begingen.
In den Jahren 1941–1945 wurden Teppiche, Möbel und Kunstgegenstände aus jüdischen Haushalten, auch aus Belgien und Frankreich, in Hamburg versteigert. Überlebende oder Erben wurden später mit Geldzahlungen „entschädigt“. 1500 jüdische Unternehmen wurden zwischen 1933 enteignet, 2400 Hamburger Grundstücke ihren jüdischen Eigentümern „entzogen“. Das Wiedergutmachungsamt beim Landgericht Hamburg führte 27534 Restitutionsakten.
Im Stadtteil „Billwerder Ausschlag“ (heute in Rothenburgsort) lag die Schule Bullenhuser Damm, in der die SS im April 1945 zwanzig jüdische Kinder zusammen mit ihren Pflegern erhängte. An den Kindern im Alter von fünf bis zwölf Jahren waren zuvor im KZ Neuengamme grausame medizinische Experimente durchgeführt worden. Durch die Tat – kurz vor der Besetzung Hamburgs durch britische Truppen – sollte dies vertuscht werden.
In Hamburg überlebten nur sehr wenige Verfolgte im Untergrund. Zu ihnen gehörte die Familie des Schriftstellers Ralph Giordano, der über diese Zeit in seinem Roman „Die Bertinis“ berichtet. Andere Juden überlebten bis 1945 in „Mischehen“.
Die Halbjüdin Inge Meysel attestierte für das Jahr 1936, Hamburgs Atmosphäre sei – anders als die Berlins oder Leipzigs – nicht oder kaum von Nationalsozialismus oder Antisemitismus durchdrungen gewesen: Theaterengagements seien noch einige Zeit aufrechterhalten worden, der Hitlergruß habe sich hinten den Bühnen nicht durchgesetzt und politische Meinungen seien ohne Reserven geäußert worden. Später musste Meysel verbotshalber die Beiwohnung ihres "arischen" Partners aufgeben, überlebte jedoch in einem ihr persönlich freundlich gesinnten Netzwerk.

## Neugründung der Gemeinde 1945
1945 wurde die Jüdische Gemeinde Hamburg von einigen Überlebenden der Shoa neu gegründet.

### Synagoge Hohe Weide in Eimsbüttel
Im September 1960 wurde nach einem Entwurf der Architekten Karl Heinz Wongel und Klaus May eine Synagoge mit Gemeindezentrum an der Straße Hoheweide im Bezirk Eimsbüttel eröffnet. Dort befinden sich neben dem Betsaal auch eine Mikwe und Räume für die Gemeindearbeit. Die Synagoge steht unter Denkmalschutz und ist (Stand 2012) renovierungsbedürftig. Die Gemeinde ist als Einheitsgemeinde orthodox ausgerichtet, d. h. die Gottesdienste finden nach orthodoxem Ritus statt und im Gemeindezentrum werden die jüdischen Speisegesetze beachtet.

### Talmud-Thora-Schule am Grindel
Seit 2004 wird auch die ehemalige Talmud-Thora-Schule wieder von der Gemeinde als Gemeindezentrum, Grundschule und Kindergarten genutzt, die seit der Enteignung 1942 verschiedene staatliche Einrichtungen beherbergt hatte. Das Zentrum jüdischen Lebens der Stadt hat sich dadurch wieder an den Grindel verlagert.
Die Gemeinde umfasste 2007 etwa 3100 Mitglieder, davon stammt die Mehrheit aus der ehemaligen Sowjetunion.

### Liberale Jüdische Gemeinde
2004 wurde die Liberale Jüdische Gemeinde Hamburg gegründet, sie zählt 2013 etwa 360 Mitglieder.

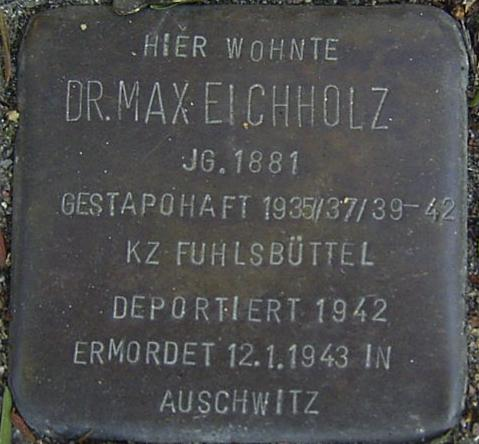
Stolperstein für Max Eichholz

## Gedenken
→ Hamburger Gedenkstätten für die Opfer des Nationalsozialismus
Seit 2002 wurde in Hamburg die Idee der Stolpersteine des Kölner Künstlers Gunter Demnig aufgegriffen. Bis 2016 konnte er in Hamburg über 5.000 Steine verlegen.
An der Edmund-Siemers-Allee erinnert eine Grünfläche beim Logenhaus als Platz der jüdischen Deportierten mit Mauer, Gedenkstein und Tafelinschrift an das Schicksal der jüdischen Bürger.

## Forschung
Das Archivgut der jüdischen Gemeinden in Hamburg, das bis 1641 zurückreicht, gelangte 1942 ins Hamburger Staatsarchiv. Aufgrund eines Vergleichs von 1959 mit der Jewish Trust Corporation for Germany befinden sich die Archivalien heute zur Hälfte in Hamburg und in den Jewish Historical General Archives (heute: Central Archives for the History of the Jewish People) in Jerusalem. Die jeweils fehlenden Archivalien sind durch Mikrofilmkopien ergänzt.
Das Institut für die Geschichte der deutschen Juden in Hamburg beschäftigt sich unter anderem mit der Auswertung dieser Archivbestände und gibt die Buchreihe „Hamburger Beiträge zur Geschichte der deutschen Juden“ heraus. Die Forschungsstelle für Zeitgeschichte in Hamburg, deren Schwerpunkt im 20. Jahrhundert liegt, interviewt in ihrem Projekt „Werkstatt der Erinnerung“ Verfolgte des Nationalsozialismus.
Die umfangreiche Literatur ist in der Bibliographie zur Geschichte der Juden in Hamburg von Michael Studemund-Halévy dokumentiert.

## Publikationen
- Ferdinand Ahuis: Getrenntes zusammenbringen. Blicke auf das Alte Testament und das Judentum, Arbeiten zur Kirchengeschichte Hamburgs 28. Hamburg University Press, Hamburg 2018, ISBN 978-3-943423-43-3.
- Linde Apel & Hamburger Behörde für Kultur, Sport, Medien; in Zusammenarbeit mit der Forschungsstelle für Zeitgeschichte in Hamburg und der KZ-Gedenkstätte Neuengamme (Hrsg.): In den Tod geschickt. Sent to Their Deaths. Die Deportationen von Juden, Roma und Sinti aus Hamburg 1940 bis 1945 Metropol, Berlin 2009 ISBN 978-3-940938-30-5
- Ulrich Bauche (Hrsg.): Vierhundert Jahre Juden in Hamburg. Ausstellung, Museum für Hamburgische Geschichte, 8. November 1991 – 29. März 1992. Dölling & Galitz, Hamburg 1991, ISBN 3-926174-31-5
- Miriam Gillis-Carlebach, Joseph Carlebach Institut [Hrsg.]: Streiflichter aus der jüdischen Vergangenheit Hamburgs. Eine Bildreise. Hentrich & Hentrich, Berlin 2016, ISBN 978-3-95565-099-5
- Nachum T. Gidal: Die Juden in Deutschland von der Römerzeit bis zur Weimarer Republik. [1988], wieder 1997, ISBN 3-89508-540-5.
- Max Grunwald: Hamburgs deutsche Juden bis zur Auflösung der Dreigemeinden 1811. Hamburg 1904 (online).
- Institut für die Geschichte der deutschen Juden und Landeszentrale für politische Bildung Hamburg [Hrsg.]: Jüdische Stätten in Hamburg. Mit Karte, Hamburg 1995, 3. Aufl. 2001
- Institut für die Geschichte der deutschen Juden [Hrsg.]: Das Jüdische Hamburg – ein historisches Nachschlagewerk. Göttingen 2006, ISBN 978-3-8353-0004-0
- Hermann Kellenbenz: Sephardim an der unteren Elbe. Ihre wirtschaftliche und politische Bedeutung vom Ende des 16. bis zum Beginn des 18. Jahrhunderts. In: Vierteljahrschrift für Sozial- und Wirtschaftsgeschichte, Beiheft 40. Steiner, Wiesbaden 1958, ISSN 0341-0846
- Michael Koglin: Spaziergänge durch das jüdische Hamburg. Geschichte in Geschichten. Hamburg 1998, ISBN 3-434-50405-2
- David Leimdörfer: Der Hamburger Tempel. Hamburg 1889.
- Ina S. Lorenz: Gehen oder Bleiben – Neuanfang der Jüdischen Gemeinde in Hamburg nach 1945. (PDF)
- Ina Lorenz, Jörg Berkemann: Die Hamburger Juden im NS-Staat 1933 bis 1938/39. Sieben Bände. Wallstein-Verlag, Göttingen 2016, ISBN 978-3-8353-1811-3.[33]
  - Band 1: Monographie: Die Deutsch-Israelitische Gemeinde Hamburg / Sozio-demografische Entwicklungen der Hamburger Juden / Die Organisationsstruktur der jüdischen Gemeinde in Hamburg / Aufgabenfelder der Hamburger Gemeinde / Religiöse Strukturen / Die jüdischen Nachbargemeinden / Die Rassenpolitik des NS-Staates / Ausgrenzung und Stigmatisierung – die Umsetzung der Rassenpolitik (PDF)
  - Band 2: Monographie: Die »neue Diaspora«: Felder jüdischer Selbstbehauptung / Arbeitsleben, Wirtschaft und Vermögen / Auswanderung aus Hamburg / Das Schicksalsjahr 1938 / Identitäten Hamburger Juden (PDF)
  - Bände 3 bis 6: Dokumente (PDF Bd. 3, Bd. 4, Bd. 5, Bd. 6)
  - Band 7: Anhang und Register (PDF)
- Astrid Louven: Die Juden in Wandsbek. 1604–1940. Spuren der Erinnerung, Verlag Otto Heinevetter, Hamburg 1989, ISBN 3-8747-4979-7.
- Ruben Maleachi: Die Synagogen in Hamburg. Staatsarchiv Hamburg, maschinenschriftlich ohne Signatur. Veröffentlicht in: Mitteilungen des Verbandes ehemaliger Breslauer und Schlesier in Israel e.B. Nr. 46–47, Mai 1980
- Beate Meyer & Institut für die Geschichte der deutschen Juden: Die Verfolgung und Ermordung der Hamburger Juden 1933-1945: Geschichte, Zeugnis, Erinnerung Wallstein, Göttingen 2006, ISBN 978-3-8353-0137-5
- Wilhelm Mosel: Wegweiser zu den ehemaligen Stätten jüdischen Lebens oder Leidens in Hamburg, DJG, Hamburg 1983
- Peter Petersen: Juden im Musikleben Hamburgs. In: Beiträge zur Geschichte der Juden in Hamburg (1590–1990), Hg. Arno Herzig. Dölling, Hamburg 1991, S. 299–309
- Jorun Poettering: Handel, Nation und Religion. Kaufleute zwischen Hamburg und Portugal im 17. Jahrhundert, Vandenhoeck & Ruprecht, Göttingen 2013.
- Nicole Rinza: „Shalom Hamburg!“ Die Hamburger Juden und ihre Synagogen Landeszentrale für politische Bildung Hamburg 2005 hamburg.de Eine DVD
- Marlis Roß: Der Ausschluss der jüdischen Mitglieder 1935. Die Patriotische Gesellschaft im Nationalsozialismus, Patriotische Gesellschaft von 1765, 2. überarb. Aufl., Hamburg 2011.
- Irmgard Stein: Jüdische Baudenkmäler in Hamburg. Hamburg 1984 ISBN 3-7672-0839-3
- Michael Studemund-Halévy: Biographisches Lexikon der Hamburger Juden. Hamburg 2000
- Michael Studemund-Halévy: Portugal in Hamburg. Hamburg 2007
- Michael Studemund-Halévy: „Zerstört die Erinnerung nicht!“ Der jüdische Friedhof an der Königstrasse. 3. Auflage. Hamburg 2010
- Michael Studemund-Halévy: Im jüdischen Hamburg. Ein Stadtführer von A bis Z. Zeichnungen Otto Quirin; Fotografie Eduard Duckesz. Dölling & Galitz, Hamburg 2011, ISBN 978-3-937904-97-9
- Michael Studemund-Halévy: Hamburg. Jerusalem of the north. In: transversal. Zeitschrift für jüdische Studien. Schwerpunktheft: Jüdisches Hamburg. 14. Jg. H. 2, Graz 2013, S. 7–11 ISSN 1607-629X[34]
- Ursula Wamser, Wilfried Weinke [Hrsg.]: Eine verschwundene Welt. Jüdisches Leben am Grindel. Überarb. Aufl. Hamburg 2006, ISBN 3-934920-98-5